# SC Staaken 1919
Maillots
Le SC Staaken est un club allemand de football localisé dans le quartier de Staaken (arrondissement de Spandau), à Berlin.

## Histoire
Le club fut fondé le 2 juillet 1919. En 1937, il fusionna avec le MTV 1906 Staaken pour former le Turn-und Sport Verein Staaken 1906.
En 1944, le club créa une association sportive de guerre (en Allemand: Kriegssportgemeinschaf- KSG), avec le BSG Klüssendorf et joua sous l’appellation de KSG Staaken/Klüssendorf.
En 1945, le club fut dissous par les Alliés, comme tous les clubs et associations allemands (voir Directive n°23). Il fut reconstitué la même année, avec le renfort de joueurs de l’ancien Lufthansa SG Berlin, sous l’appellation Sportgruppe (SG) Staaken.
Ce club joua dans un des 4 groupes de la Liga Berlin puis fut un des fondateurs de l’Oberliga Berlin. Le club joua la saison inaugurale puis fut relégué. 
En 1949, le club prit son nom actuel. Il évolua dans les séries amateurs jusqu’en 1965 où il monta en Regionalliga Berlin (équivalent D2). Relégué deux saisons plus tard, le club y revint douze mois plus tard et y resta jusqu’en 1971. Depuis ors, le club recula dans la hiérarchie des séries amateurs berlinoises.